# Lamai
Lamai é uma cidade e uma nagar panchayat no distrito de Imphal East, no estado indiano de Manipur.

## Demografia
Segundo o censo de 2001, Lamai tinha uma população de 4077 habitantes. Os indivíduos do sexo masculino constituem 51% da população e os do sexo feminino 49%. Lamai tem uma taxa de literacia de 66%, superior à média nacional de 59.5%: a literacia no sexo masculino é de 74% e no sexo feminino é de 57%. Em Lamai, 13% da população está abaixo dos 6 anos de idade.